# Myrmecocichla
Myrmecocichla là một chi chim trong họ Muscicapidae.